# Cimetière de Saint-Josse-ten-Noode
 (août 2025).
Si vous disposez d'ouvrages ou d'articles de référence ou si vous connaissez des sites web de qualité traitant du thème abordé ici, merci de compléter l'article en donnant les références utiles à sa vérifiabilité et en les liant à la section « Notes et références ».
Le cimetière de Saint-Josse-ten-Noode, est un cimetière appartenant à la commune bruxelloise de Saint-Josse-ten-Noode et où les habitants de cette commune ont le droit de se faire inhumer.
Par manque d'espace sur son propre territoire la commune de Saint-Josse-ten-Noode a pu installer son cimetière entièrement sur le territoire de la commune de Schaerbeek. Son entrée principale est située rue Henri Chomé, le mur arrière du cimetière borde la rue de Genève.
L'origine du cimetière remonte à 1879. Son entrée monumentale a été dessinée par Léon Govaerts en 1902. Le cimetière n'est pas très grand, mais de très nombreuses personnalités tant du monde politique, qu'artistique et littéraire y sont inhumées.

## Personnalités enterrées au cimetière de Saint-Josse-ten-Noode
La liste ci-dessous est triée par ordre croissant de date de décès
- L'homme d'État Louis de Potter (1786-1859)
- Le peintre Charles de Groux (1825-1870)
- L'écrivain André Van Hasselt (1806-1874)
- Le peintre Jean-Baptiste Madou (1796-1877)
- L'écrivaine Caroline Gravière (1821-1878)
- L'écrivain Eugène Van Bemmel (1824-1880)
- L'ancien ministre Charles Rogier (1800-1885)
- Le peintre Édouard Agneessens (1842-1885)
- L'ancien bourgmestre Armand Steurs (1849-1899)
- Le peintre paysagiste François Binjé (1835-1900)
- L'ancien bourgmestre de Kallo Charles Boëyé (1836-1907)
- Le baron Francis Dhanis (1862-1909)
- Le sculpteur Guillaume Charlier (1854-1925)
- Le général Charles Rouen (1838), historien militaire (Caveau Straatman).
- L'ancien bourgmestre Henri Frick (1850-1930)
- L'écrivain George Garnir (1868-1939)
- L'ancien bourgmestre Georges Pètre, (1874-assassiné en 1942)
- Le peintre Franz Courtens (1854-1943)
- L'ancien bourgmestre Joseph Déry (1888-1972)
- L'ancien bourgmestre André Saint-Rémy (1913-1984)
- L'ancien bourgmestre de Schaerbeek Gaston Williot (1905-1990)
- L'ancien bourgmestre Guy Cudell (1916-1999)

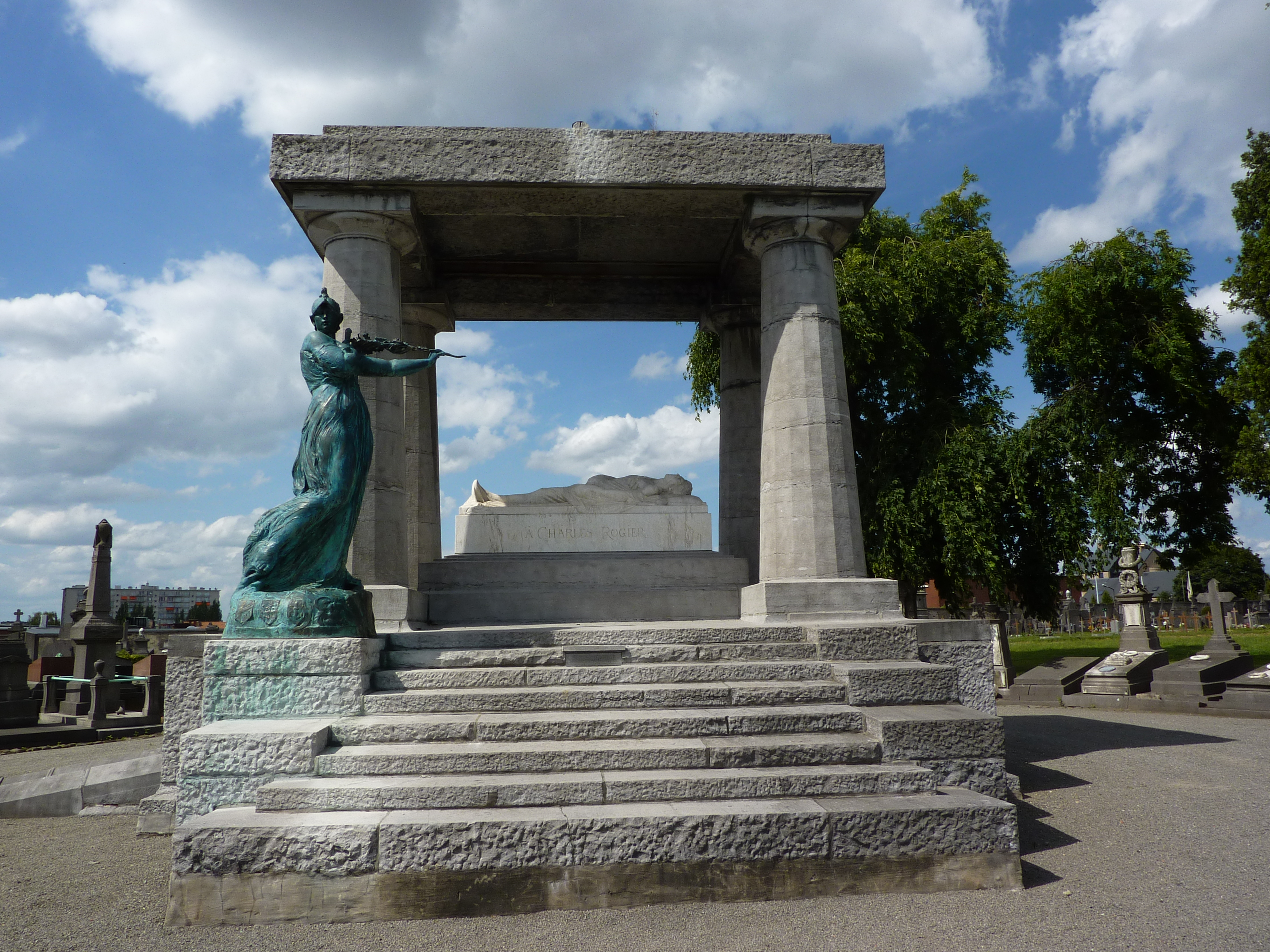
Le mausolée Charles Rogier, œuvre de Paul Hankar.

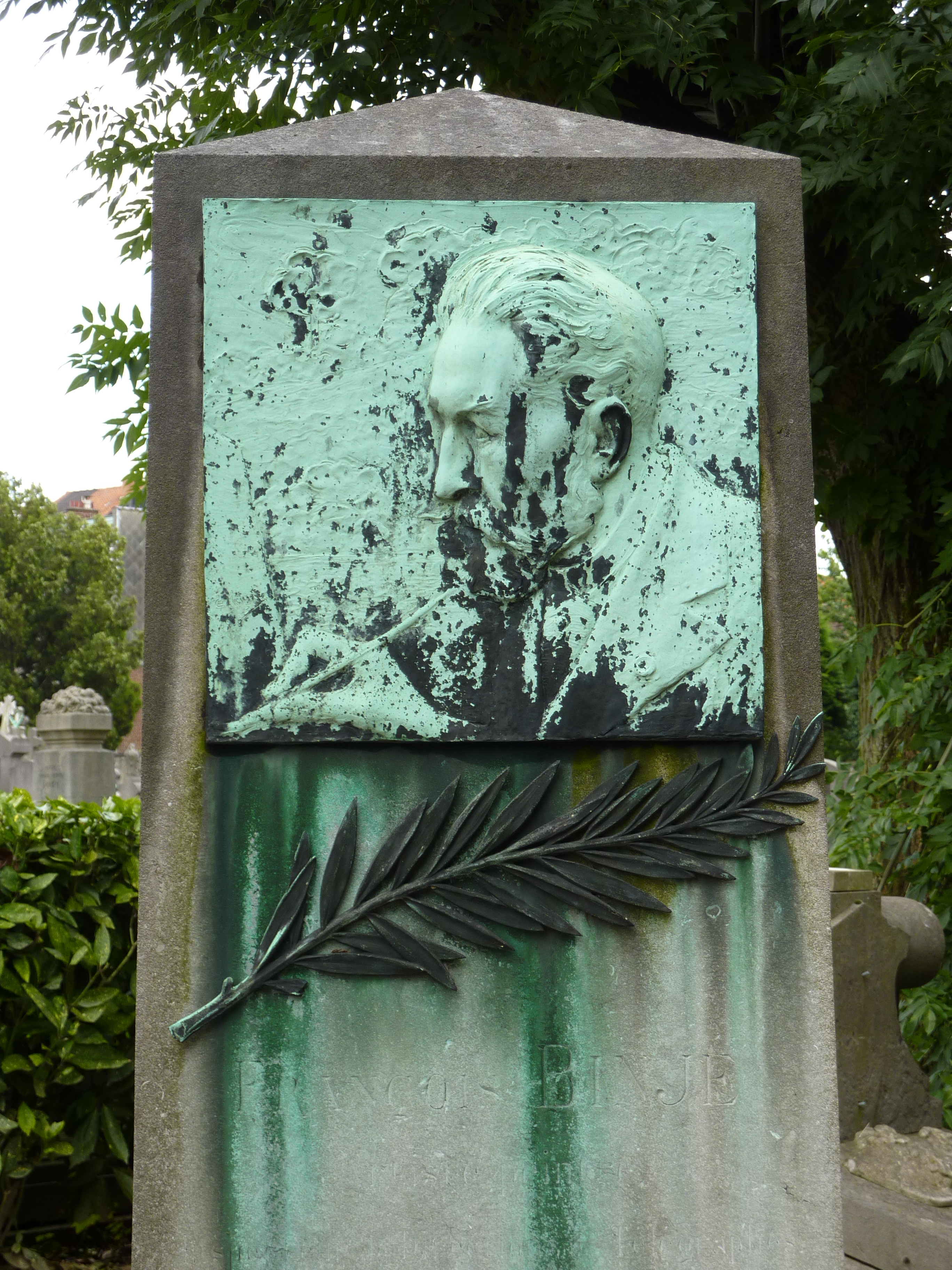
Tombe de François Binjé
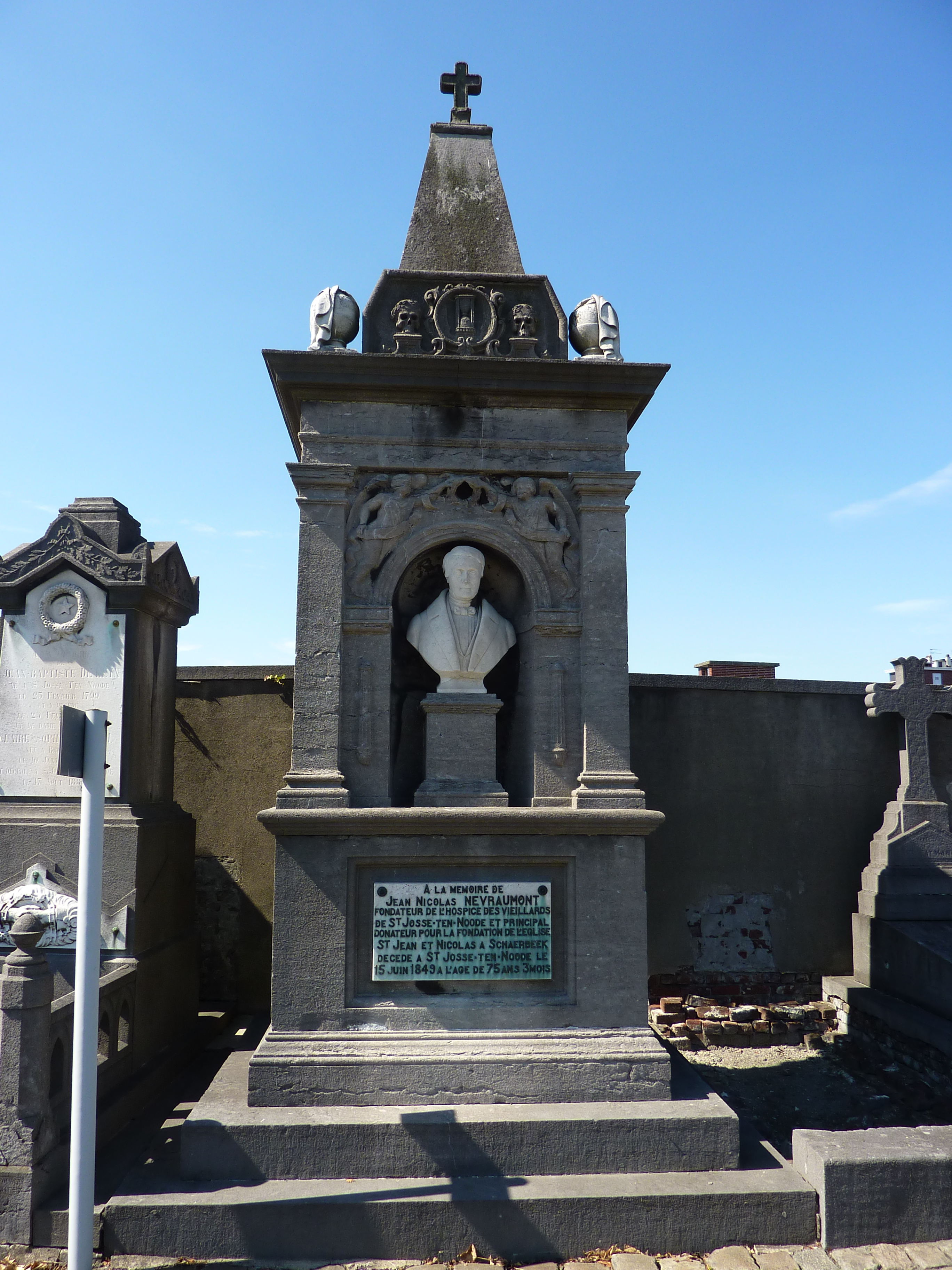
Tombe de Jean Nicolas Nevraumont
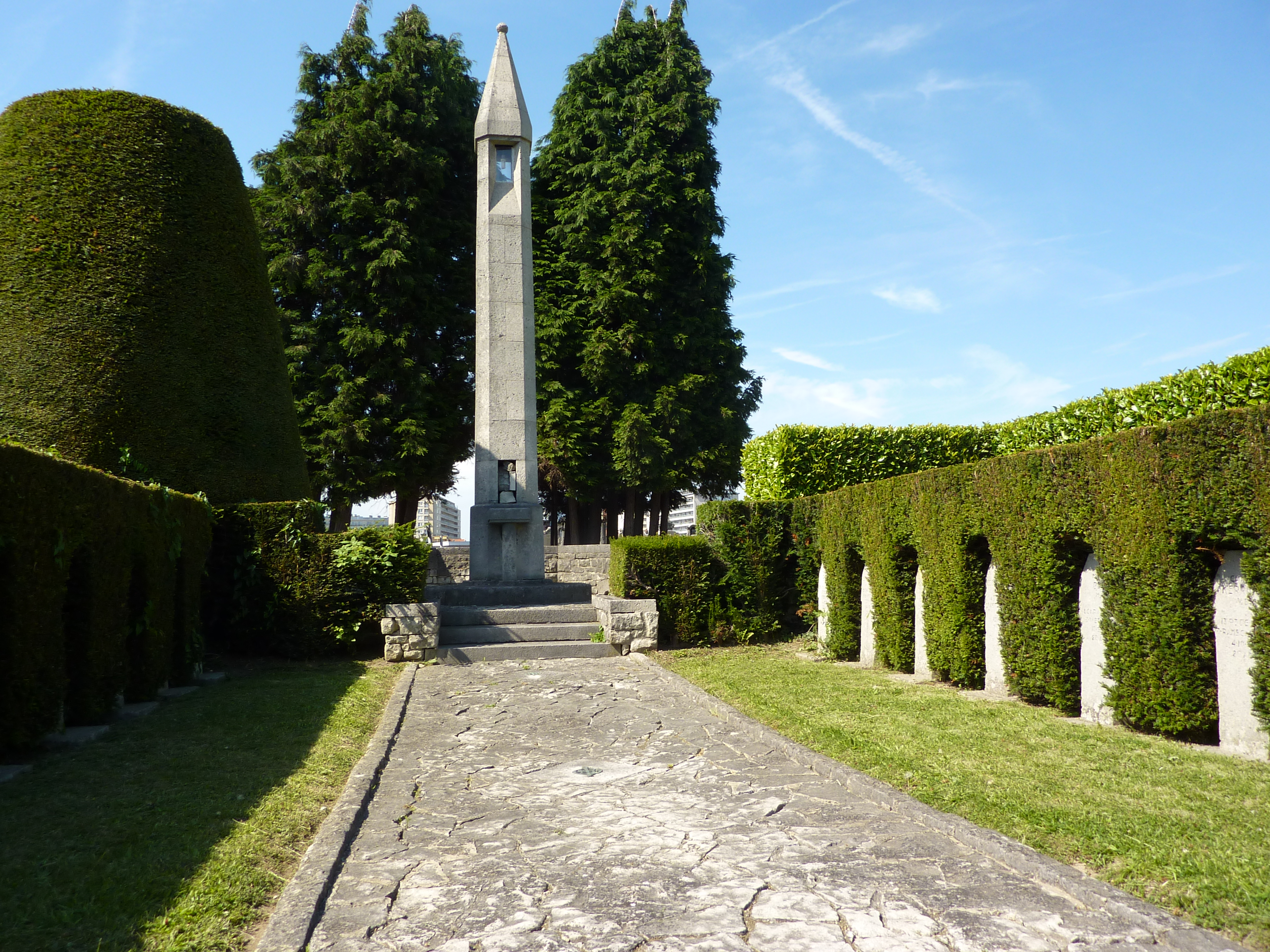
Monument aux morts de 1914-1918
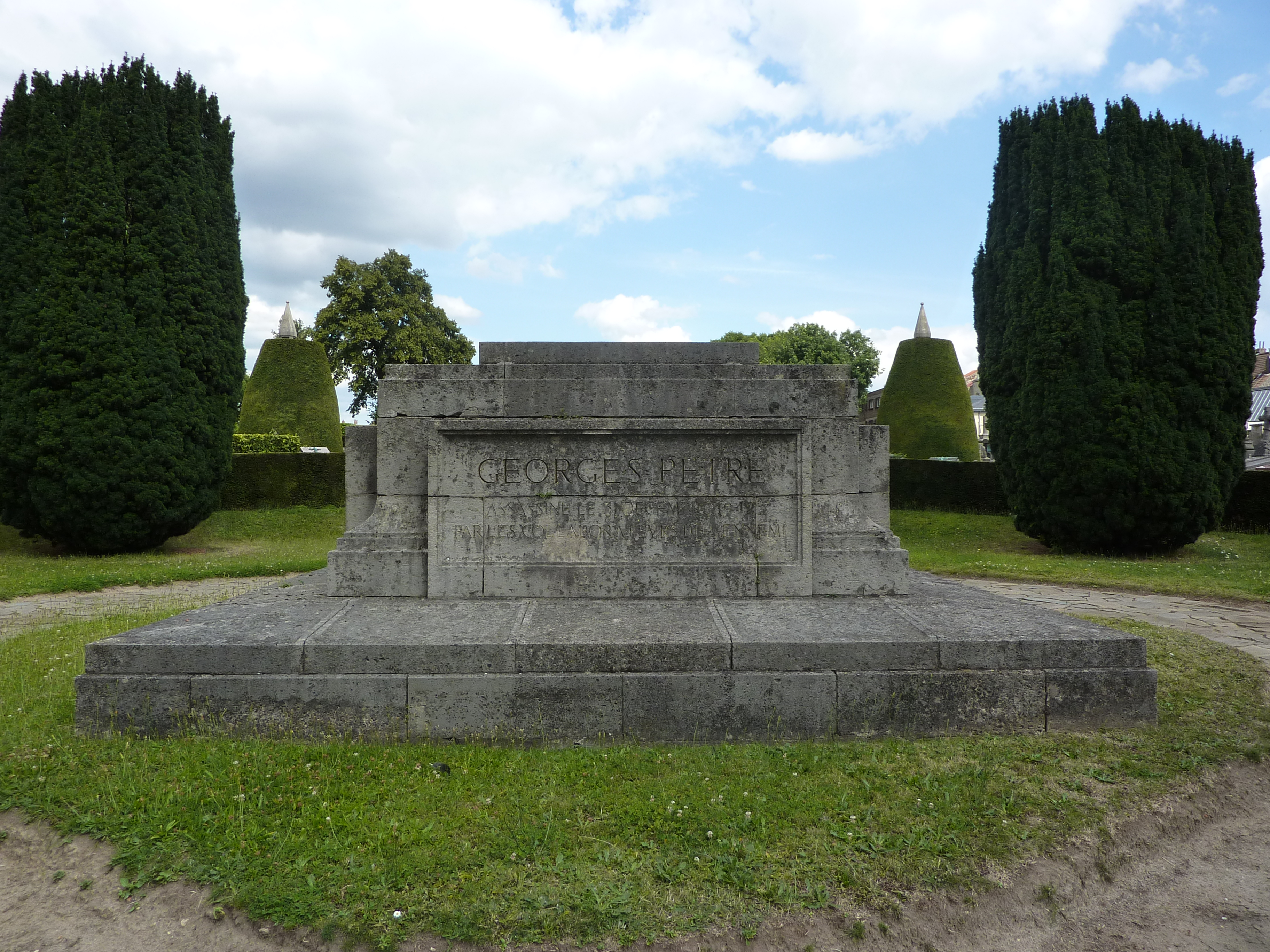
Tombe de Georges Pètre
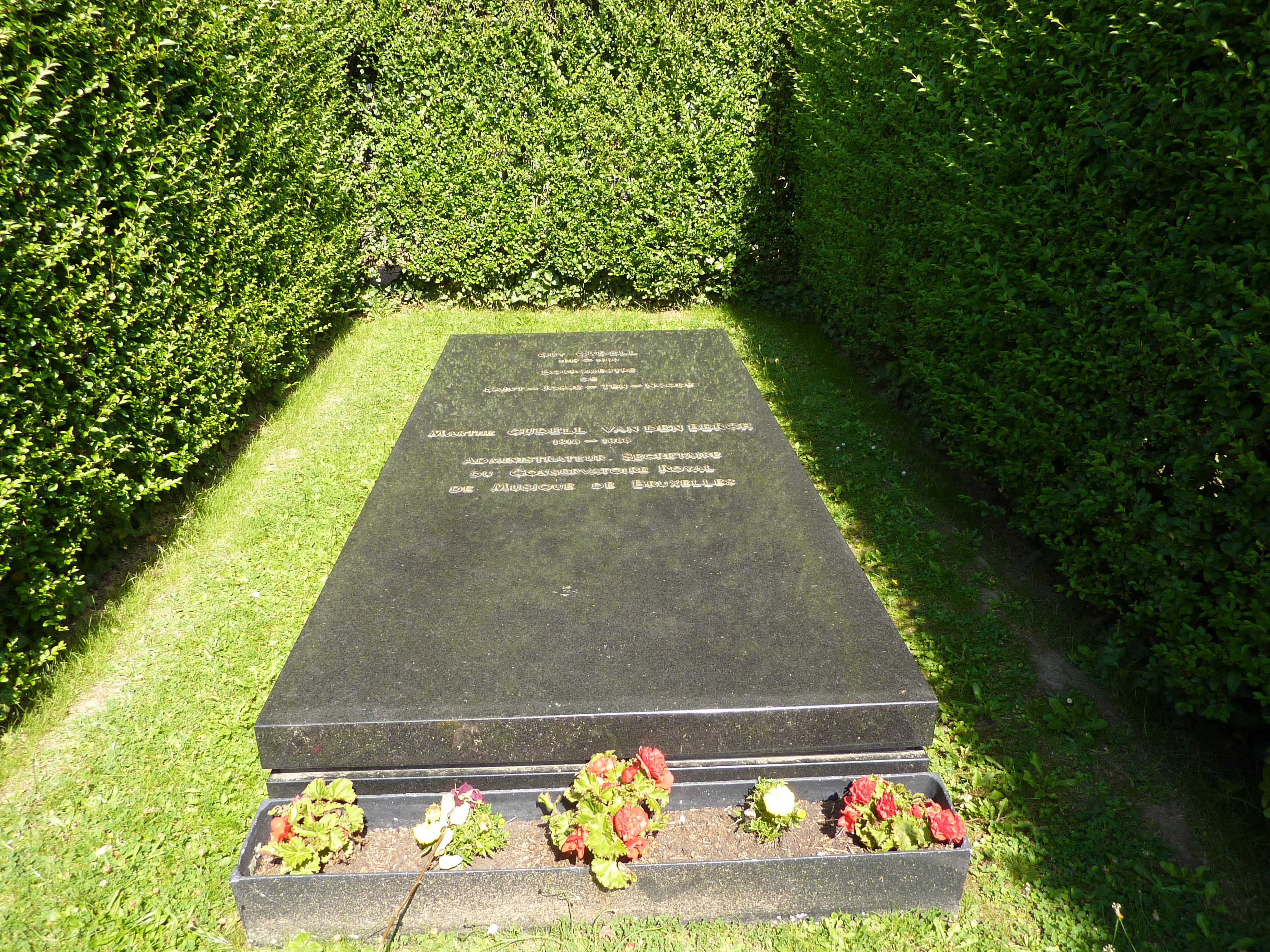
Tombe de Guy Cudell